# Cetina (Civljane)
Cetina falu Horvátországban Šibenik-Knin megyében. Közigazgatásilag Civljane községhez tartozik.

## Fekvése
Knintől légvonalban 21, közúton 36 km-re délkeletre, Dalmácia középső részén, a Dinara- és a Svilaja-hegység közötti karsztmezőn fekszik. Területét magas hegyek, a hegyek közötti karsztmezők és folyóvölgyek alkotják. Mezőgazdasági termelésre különösen a Cetinamenti termékeny talaj alkalmas. A falu területén a pravoszláv templom mellett található a Cetina forrása, mely az egyik legszebb karsztforrás az országban.

## Története
Az emberi élet első nyomai mintegy 30000 évvel ezelőttről, a kőkorszakból származnak. A Milaši településrész közelében fekvő Gospodska-barlangban ebből a korszakból származó cseréptöredékek és csontból készített ár került elő. A késő bronzkorban dalmát törzsek érkeztek erre a vidékre, akik mezőgazdasággal és állattenyésztéssel foglalkoztak. Ők hozták létre a cetinai kultúrának nevezett fejlett bronzkori kultúrát, amely az i. e. 1900 és 1600 közötti időszakban virágzott. Az előkerült leletek alapján megállapítható, hogy e kultúra népe teljesen benépesítette ezt a területet. Őket a rómaiak követték, akik megalapították Dalmácia provinciát. A Római Birodalom gyengülésével északról barbár népek érkeztek erre a vidékre. Az avarok és szlávok sírjai a 7. századtól jelennek meg a környéken. A szlávok jelenlétéről számos régészeti lelet árulkodik, melyek közül a legértékesebb a Rika-hegyen álló Sveti Spas (Szent Megváltó) templom, mely a 9–10. században, valószínűleg Branimir fejedelem idejében épült. A templom körül található az egyik legnagyobb feltárt óhorvát temető több mint ezer sírral. A Horvát királyság megerősödésével megalakultak az új közigazgatási egységek a zsupánságok, melyek közül ez a terület a knini zsupánság vrlikai körzetéhez tartozott. A környező magas hegyeken élő, a bánokat és a nemességet szolgáló pásztorokat királyi vlachoknak (kraljevski vlasi) nevezték. A 14. században a török érkezése előtt az akkori Vrh Rika, a mai Cetina területére a hercegboszniai Livnóról a Berislavić nemzetséghez tartozó Čubarićok települtek. Megjelent az egyházmegyei papság és a ferences szerzetesek. A 15. században már időröl időre török csapatok hatoltak be a területre. 1492-ben elesett a Rika-hegy a Szent Megváltó templommal. Az oszmán uralom alatt a településtől délre fekvő Vrlika a Klisszai szandzsákhoz tartozó önálló náhije központja lett. A korabeli török források szerint a termékeny földekkel rendelkező falvakba muzulmán és velük párhuzamosan pravoszláv, tulajdonképpen szerb lakosság települt. Szerbek még a velencei uralom idején is tömegesen szökdöstek át Boszniából és Hercegovinából, a velencei hatóságok pedig katonai szolgálatuk fejében nekik adták az addig megműveletlen földeket. Így alakult ki e vidék vegyes horvát és szerb lakossága, mely egészen a délszláv háborúig fennmaradt. Cosmi spalatói érsek 1692-ben írja, hogy Vrlika környékén mintegy háromszáz pravoszlávok lakta ház található. A visovaci ferences atyák 1696-ban engedélyt kaptak a Sveti Spas templom újjáépítésére és a környék lakosságának lelki gondozására, emiatt ellentétbe kerültek a pravoszláv papsággal és lakossággal. A 18. században a környéket többször visszatérő pestisjárvány sújtotta. 1797-ben a Velencei Köztársaság megszűnésével a Habsburg Birodalom része lett. 1806-ban Napóleon csapatai foglalták el és 1813-ig francia uralom alatt állt. Ebben az időben épült meg a nagy fontosságú, Zárát Splittel összekötő főút, valamint a Knin – Vrlika – Sinj – Zadvarje – Vrgorac – Neretva-torkolat út. Napóleon bukása után 1815-től a bécsi kongresszus döntése értelmében ismét Habsburg uralom következett, mely az első világháború végéig tartott. A 19. század közepe a nemzettudat ébredésének időszaka, melyet a Bach-korszak ugyan átmenetileg elfojtott, de ennek megszűnése után 1860-tól újra feléledt. A helyi szerbek kezdtek politikai csoportokat alakítani. 1894-ben a vrlikai horvát olvasókör megnyitása alkalmával már nyílt konfliktus tört ki a szerbek és horvátok között. A falunak 1857-ben 606, 1910-ben 866 lakosa volt. Az első világháború után előbb a Szerb-Horvát-Szlovén Királyság, majd Jugoszlávia része lett. 1940 a cetinai Urunk Mennybemenetele szerb pravoszláv templom felépítésének időpontja, felépítése elsősorban fő támogatójának Marko Četniknek és feleségének Jelenának köszönhetően történt. 

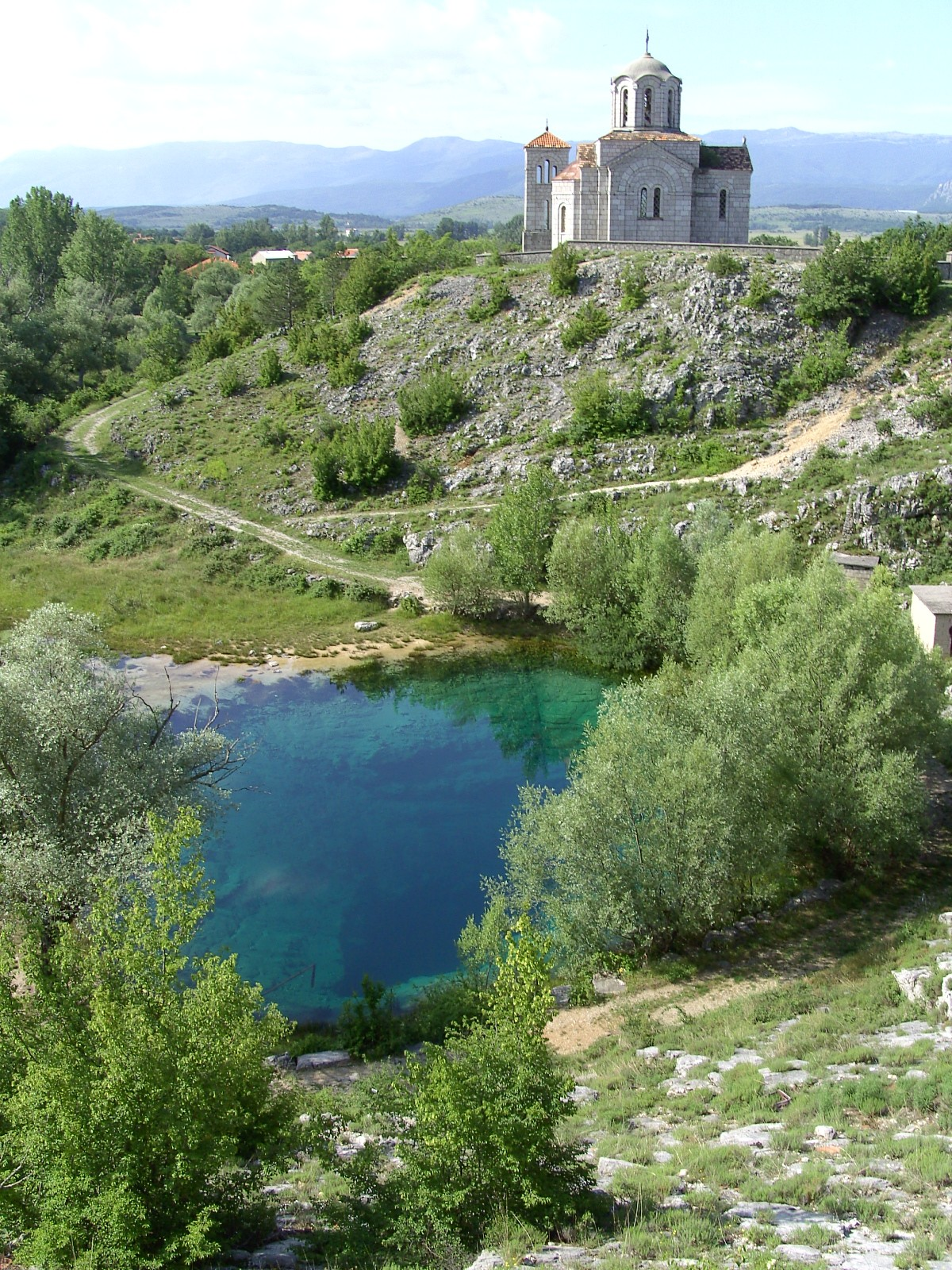
A pravoszláv templom.

 A második világháború időszaka különösen véres volt ezen a vidéken. 1991-ben lakosságának több mint 92 százaléka szerb nemzetiségű volt. A délszláv háború idején szerb lakói csatlakoztak a Krajinai Szerb Köztársasághoz. Lakói barikádokat emeltek. A horvát hadsereg 1995 augusztusában a Vihar hadművelet során foglalta vissza a települést, melynek lakói elmenekültek. Később néhányan visszatértek közülük, így a település máig megőrizte szerb többségét. 2011-ben a falunak 195 lakosa volt.

## Lakosság

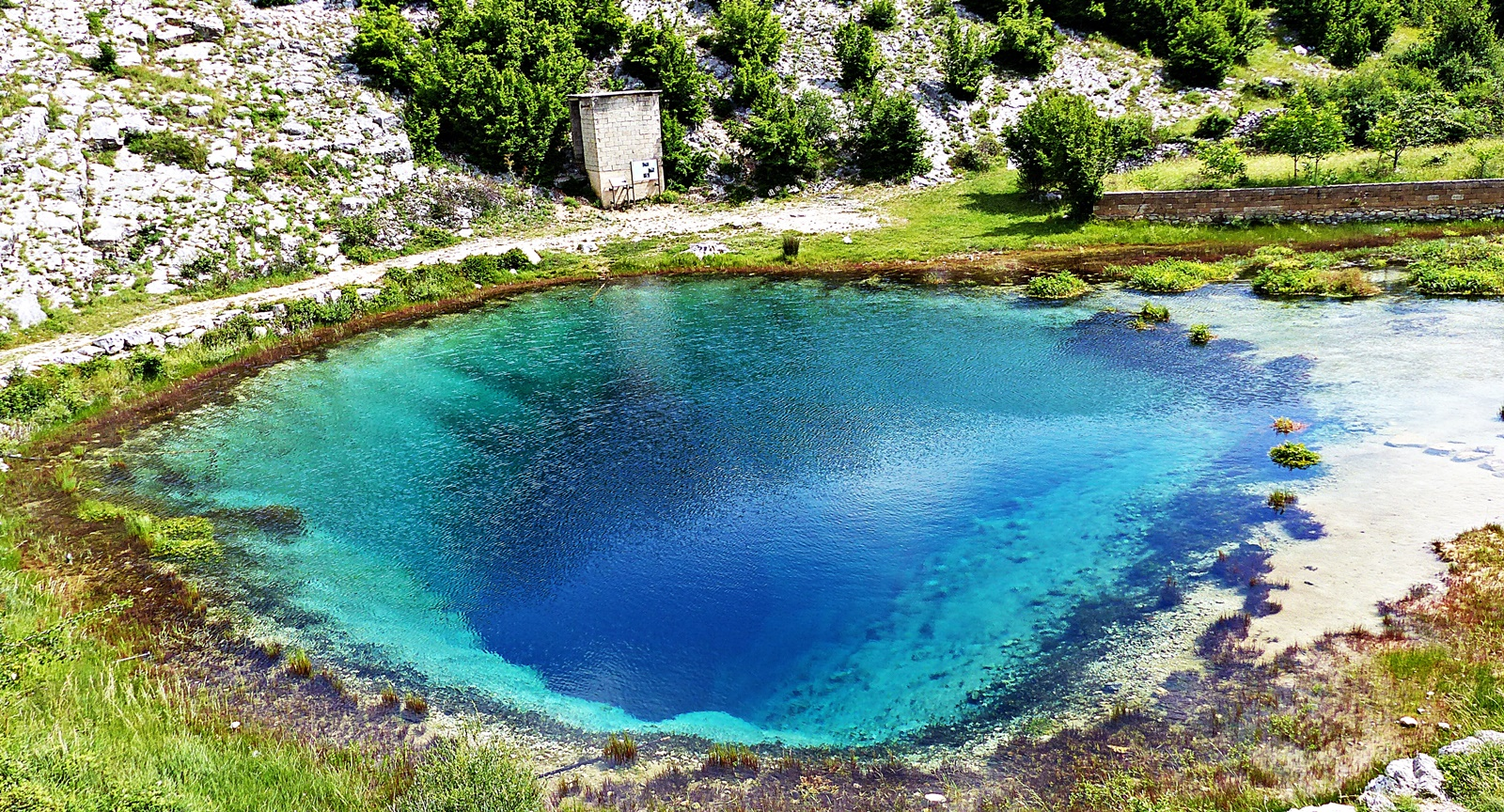
A Cetina forrása a falu belterületén.

| Lakosság változása | Lakosság változása | Lakosság változása | Lakosság változása | Lakosság változása | Lakosság változása | Lakosság változása | Lakosság változása | Lakosság változása | Lakosság változása | Lakosság változása | Lakosság változása | Lakosság változása | Lakosság változása | Lakosság változása | Lakosság változása |
| ------------------ | ------------------ | ------------------ | ------------------ | ------------------ | ------------------ | ------------------ | ------------------ | ------------------ | ------------------ | ------------------ | ------------------ | ------------------ | ------------------ | ------------------ | ------------------ |
| 1857               | 1869               | 1880               | 1890               | 1900               | 1910               | 1921               | 1931               | 1948               | 1953               | 1961               | 1971               | 1981               | 1991               | 2001               | 2011               |
| 606                | 599                | 548                | 755                | 843                | 866                | 981                | 1.036              | 1.001              | 1.037              | 1.146              | 1.100              | 951                | 853                | 123                | 195                |

## Nevezetességei
- Szent Megváltó tiszteletére szentelt római katolikus temploma[5] a 9. században, valószínűleg Branimir fejedelem idejében épült. Ebben az ősi templomban ma már csak búcsúünnepén tartanak istentiszteletet. A katolikus hívek a vrlikai plébániatemplomba járnak.
- Urunk Mennybemenetele tiszteletére szentelt pravoszláv temploma (Hram Vaznesenja Gospodnjeg) 1940-ben épült, 1974-ben kőkerítéssel vették körül és új harangot kapott. A délszláv háború idejében belseje kiégett, berendezése nagyrészt elpusztult.
- A pravoszláv templom közelében található a Cetina forrása, Horvátország egyik leglátványosabb karsztforrása.
- A településen három védett malomépület is található. Az Alsómalom (Donja mlinica)[6] a Cetina partján, a Felsőmalom (Gornja mlinica)[7] a Cetina forrásának közelében, a Vuković-malom (Vukvića mlina)[8] pedig a Vuković-forrás közelében áll. Mindhárom épületegyüttes földszintes, és faragott kövekből épült.